# Премия «Орлы» за лучший фильм
«Лучший фильм» является наиважнейшей категорией Польской кинонаграды «Орлы». впервые награды в этой категории были вручены 21 июня 1999 года (награды вручались за фильмы 1998 года производства). Первым лауреатом награды стал фильм «История кино в Попелявах» (пол. Historia kina w Popielawach) режиссёра Яна Якуба Кольского.
Награда в категории «Лучший фильм» вручается режиссёру фильма, продюсеру и польским сопродюсерам, если таковые есть. Каждый из упомянутых лауреатов получает одну статуэтку награды за этот год.
Чаще всего на получение награды номинировались фильмы режиссёров Яна Якуба Кольского и Войцеха Смажовского, которые получили номинации за четыре свои фильма. Наибольшее число побед у режиссёра Войцеха Смажовского. Он получил три статуэтки.

## Лауреаты и номинанты

### 1990—1999
| Года                     | Название фильма      | Режиссёр                              | Продюсер                          | Польские сопродюсеры |
| ------------------------ | -------------------- | ------------------------------------- | --------------------------------- | -------------------- |
| 1998                     |                      |                                       |                                   |                      |
| История кино в Попелявах | Ян Якуб Кольский     | Казимеж Розвалка                      | —                                 |                      |
| Краска                   | Михал Роса           | Филип Байон                           | —                                 |                      |
| Домашние хроники         | Лешек Восевич        | Михал Квециньский                     | —                                 |                      |
| Ничего                   | Дорота Кемдзежавская | Дорота Кемдзежавская и Артур Рейнгарт | —                                 |                      |
| Убить Секала             | Владимир Михалек     | Дариуш Яблоньский                     | —                                 |                      |
| 1999                     |                      |                                       |                                   |                      |
| Долг                     | Кшиштоф Краузе       | Юлиуш Махульский                      | —                                 |                      |
| Огнём и мечом            | Ежи Гоффман          | Ежи Михалюк и Ежи Гоффман             | —                                 |                      |
| Пан Тадеуш               | Анджей Вайда         | Лев Рывин                             | —                                 |                      |
| Неделя из жизни мужчины  | Ежи Штур             | Юлиуш Махульский                      | Яцек Мочидловский и Яцек Бромский |                      |
| Воячек                   | Лех Р. Маевский      | Генрик Романовский                    | —                                 |                      |

### 2000—2009
| Года                                                      | Название фильма                    | Режиссёр                                                                                | Продюсер                                                                      | Польские сопродюсеры |
| --------------------------------------------------------- | ---------------------------------- | --------------------------------------------------------------------------------------- | ----------------------------------------------------------------------------- | -------------------- |
| 2000                                                      |                                    |                                                                                         |                                                                               |                      |
| Жизнь как смертельная болезнь, передающаяся половым путём | Кшиштоф Занусси                    | Кшиштоф Занусси и Ивона Зюлковская                                                      | —                                                                             |                      |
| Далеко от окна                                            | Ян Якуб Кольский                   | Витольд Адамек                                                                          | —                                                                             |                      |
| Большая тварь                                             | Ежи Штур                           | Януш Моргенштерн и Славомир Роговский                                                   | —                                                                             |                      |
| Примас. Три года из тысячи                                | Тереза Котлярчик                   | Мариан Терлецкий                                                                        | —                                                                             |                      |
| Ворота Европы                                             | Ежи Вуйчик                         | Генрик Романовский и Дариуш Яблоньский                                                  | —                                                                             |                      |
| 2001                                                      |                                    |                                                                                         |                                                                               |                      |
| Привет, Терезка                                           | Роберт Глински                     | Филип Ходзевич                                                                          | —                                                                             |                      |
| Angelus                                                   | Лех Р. Маевский                    | Генрик Романовский                                                                      | Павел Моссаковский, Малгожата Ретей, Влодзимеж Нидергауз и Казимеж Сёма       |                      |
| Лики смерти                                               | Ежи Богаевич                       | Зеев Браун, Ави Лернер и Филип Крупп                                                    | —                                                                             |                      |
| Реквием                                                   | Витольд Лещиньский                 | Влодзимеж Отуляк                                                                        | Януш Моргенштерн и Ежи Бухвальд                                               |                      |
| Вейзер                                                    | Войцех Марчевский                  | Кшиштоф Занусси                                                                         | Дорота Раковская-Косьмицкая, Мацей Стшембош и Ян Дворак                       |                      |
| 2002                                                      |                                    |                                                                                         |                                                                               |                      |
| Пианист                                                   | Роман Поляньский                   | Роман Поляньский, Роберт Бенмусса и Ален Сард                                           | —                                                                             |                      |
| Ангел в Кракове                                           | Артур Вемцек                       | Витольд Бересь                                                                          | Адам Леда и Томаш Карчевский                                                  |                      |
| День психа                                                | Марек Котерский                    | Юлиуш Махульский и Влодзимеж Отуляк                                                     | Яцек Бромский, Збигнев Кула и Марек Складановский                             |                      |
| Эди                                                       | Пётр Тшаскальский                  | Пётр Дземцёл и Кшиштоф Птак                                                             | —                                                                             |                      |
| Там и обратно                                             | Войцех Вуйцик                      | Влодзимеж Нидергауз                                                                     | Малгожата Ретей, Павел Моссаковский, Кшиштоф Думеньский и Витольд Дамбровский |                      |
| 2003                                                      |                                    |                                                                                         |                                                                               |                      |
| Зажмурь глаза                                             | Анджей Якимовский                  | Аркадиуш Артемьев, Томаш Гонссовский и Анджей Якимовский                                | —                                                                             |                      |
| Порнография                                               | Ян Якуб Кольский                   | Лев Рывин и Антуан де Клермон-Тоннер                                                    | Анджей Сердюков и Влодзимеж Нидергауз                                         |                      |
| Суп                                                       | Ришард Брыльский                   | —                                                                                       | —                                                                             |                      |
| 2004                                                      |                                    |                                                                                         |                                                                               |                      |
| Свадьба                                                   | Войцех Смажовский                  | Анна Ивашкевич, Дариуш Петриковский и Бартоломей Топа                                   | —                                                                             |                      |
| Мой Никифор                                               | Кшиштоф Краузе                     | Юлиуш Махульский                                                                        | —                                                                             |                      |
| Удары                                                     | Магдалена Пекош                    | Кшиштоф Занусси, Ивона Зюлковская и Влодзимеж Отуляк                                    | Вальдемар Пьёнтковский, Збигнев Куля и Марек Складановский                    |                      |
| 2005                                                      |                                    |                                                                                         |                                                                               |                      |
| Исполнитель                                               | Феликс Фальк                       | Януш Моргенштерн                                                                        | Анджей Сердюков, Павел Моссаковский и Влодзимеж Нидергауз                     |                      |
| Существую                                                 | Дорота Кемдзежавская               | Артур Рейнгарт                                                                          | Анджей Сердюков, Яцек Кульчицкий и Алисия Хжановская                          |                      |
| Персона нон грата                                         | Кшиштоф Занусси                    | Ивона Зюльковская, Леонид Верещагин, Кшиштоф Занусси, Никита Михалков и Розанна Серегни | —                                                                             |                      |
| 2006                                                      |                                    |                                                                                         |                                                                               |                      |
| Площадь Спасителя                                         | Кшиштоф Краузе и Иоанна Кос-Краузе | Юлиуш Махульский                                                                        | —                                                                             |                      |
| Jasminum                                                  | Ян Якуб Кольский                   | Михал Щербиц                                                                            | Кшиштоф Герат, Беата Рычковская и Влодзимеж Нидергауз                         |                      |
| Все мы Христосы                                           | Марек Котерский                    | Влодзимеж Отуляк                                                                        | —                                                                             |                      |
| 2007                                                      |                                    |                                                                                         |                                                                               |                      |
| Катынь                                                    | Анджей Вайда                       | Михал Квецинский                                                                        | Дариуш Веромейчик                                                             |                      |
| Время умирать                                             | Дорота Кемдзежавская               | Артур Рейнгарт, Пётр Миклашевский и Войцех Марианьский                                  | —                                                                             |                      |
| Штучки                                                    | Анджей Якимовский                  | Анджей Якимовский                                                                       | —                                                                             |                      |
| 2008                                                      |                                    |                                                                                         |                                                                               |                      |
| 33 сцены из жизни                                         | Малгожата Шумовская                | Раймонд Гюбель и Карл Баумгартнер                                                       | Тереза Двожецкая и Малгожата Шумовская                                        |                      |
| Четыре ночи с Анной                                       | Ежи Сколимовский                   | Пауло Бранко и Ежи Сколимовский                                                         | —                                                                             |                      |
| Малая Москва                                              | Вальдемар Кшистек                  | Павел Раковский                                                                         | Ева Яцута и Вальдемар Кшистек                                                 |                      |
| 2009                                                      |                                    |                                                                                         |                                                                               |                      |
| Реверс                                                    | Борис Ланкош                       | Ежи Капусьциньский                                                                      | Вальдемар Лещиньский, Влодзимеж Нидергауз и Анджей Сердюков                   |                      |
| Дом зла                                                   | Войцех Смажовский                  | —                                                                                       | Пётр Рейх                                                                     |                      |
| Польско-русская война                                     | Ксаверий Жулавский                 | Яцек Самойлович                                                                         | —                                                                             |                      |

### 2010—2019
| Года                                           | Название фильма            | Режиссёр | Продюсер | Польские сопродюсеры |
| ---------------------------------------------- | -------------------------- | --- | --- | -------------------- |
| 2010                                           |                            | | |                      |
| Essential Killing                              | Ежи Сколимовский           | Ежи Сколимовский и Ева Пясковская                                                                                 | — |                      |
| Розочка                                        | Ян Кидава-Блоньский        | Влодзимеж Нидергауз                                                                                               | Мариуш Лукомский и Магдалена Кубицкая |                      |
| Всё, что я люблю                               | Яцек Борцух                | Ян Дворак, Камила Полит и Рената Чарнковская-Листось                                                              | — |                      |
| 2011                                           |                            | | |                      |
| Роза                                           | Войцех Смажовский          | Влодзимеж Нидергауз                                                                                               | Кшиштоф Занусси, Тадеуш Хмелевский, Януш Моргенштерн, Даниэль Маркович, Войцех Палыс, Ирена Стшалковская Януш Вонхала, Дорота Островская-Орлиньская, Ян Влодарчик |                      |
| Зал самоубийц                                  | Ян Комаса                  | Ежи Капусьциньский                                                                                                | Марцин Курек, Сильвестр Банашкевич, Анджей Бялас |                      |
| Во мраке                                       | Агнешка Холланд            | Юлиуш Махульский, Штеффен Ройтер, Патрик Книппель, Марк-Даниэль Дишан, Леандер Каррелл, Эрик Джордан, Пол Стивенс | — |                      |
| 2012                                           |                            | | |                      |
| Облава                                         | Марцин Кшишталович         | Кшиштоф Гредзиньский                                                                                              | — |                      |
| Ты Бог                                         | Лешек Давид                | Ежи Капусьциньский                                                                                                | — |                      |
| Колоски                                        | Владислав Пасиковский      | Дариуш Яблоньский, Виолетта Каминьская, Изабелла Вуйцик                                                           | — |                      |
| 2013                                           |                            | | |                      |
| Ида                                            | Павел Павликовский         | Эрик Абрахам, Петр Дземцоль, Ева Пущчиньская                                                                      | — |                      |
| Только представь!                              | Анджей Якимовский          | Анджей Якимовский, Владимир Кох, Франсуа д’Артемар                                                                | Влодзимеж Нидергауз, Беата Рычковская |                      |
| Он хочет жить                                  | Мацей Пепшица              | Веслав Лысаковский                                                                                                | — |                      |
| 2014                                           |                            | | |                      |
| Боги                                           | Лукаш Палковский           | Пётр Вожняк-Старак                                                                                                | — |                      |
| Jack Strong                                    | Владислав Пасиковский      | | |                      |
| Город 44                                       | Ян Комаса                  | Михал Квециньский                                                                                                 | — |                      |
| 2015                                           |                            | | |                      |
| Тело                                           | Малгожата Шумовская        | Яцек Дросё, Малгожата Шумовская, Михал Энглерт, Матеуш Косьцюкевич                                                | Ламброс Зотас |                      |
| Эксцентричность или по солнечной стороне улицы | Януш Маевский              | Влодзимеж Нидергауз                                                                                               | — |                      |
| Мои дочери коровы                              | Кинга Дембская             | Збигнев Домагальский                                                                                              | — |                      |
| 2016                                           |                            | | |                      |
| Волынь                                         | Войцех Смажовский          | — | — |                      |
| Я убийца                                       | Мацей Пепшица              | — | — |                      |
| Последняя семья                                | Ян Матушиньский            | — | — |                      |
| 2017                                           |                            | | |                      |
| Тихая ночь                                     | Пётр Дормалевский          | Ева Ястжебская | — |                      |
| Ван Гог. С любовью, Винсент                    | Хью Уэлшман, Дорота Кобела | Айван Мактаггарт, Шон М. Боббитт                                                                                  | — |                      |
| След Зверя                                     | Агнещка Холланд            | Кшиштоф Занусси                                                                                                   | — |                      |